# På banen (Derudaf)
"På banen (Derudaf)" eller "Derudaf" er en sang fra 1972 skrevet og indspillet af den danske gruppe Gasolin'. Den findes på albummet Gasolin' 2 fra samme år og blev udgivet på single året efter sammen med "Min tøs", som henholdsvis A- og B-side.

## Om sangen
"På banen (Derudaf)" er et rocknummer, der ifølge bandets leadguitarist Franz Beckerlee handler om musikerlivet på landevejen, såvel kørslen på vej til spillestedet i solskinsvejr som på vej hjem fra jobbet om natten, hvor bandet sidder (citat) "og ser, at månen er stået op. Den sejler med os de sidste timer derudaf. "
Nummeret blev én af de første sange i Gasolin's tradition med at fortælle om rockgruppens rejse- og turnéliv, men tekstens tilblivelse opstod ikke helt uden gnidninger mellem Franz Beckerlee og Kim Larsen. Ifølge Beckerlee nægtede Larsen til tider at synge linjer foreslået af de andre i bandet, hvis han ikke brød sig om dem. I "På banen (Derudaf)" blev linjen "vi kører 100 kilometer i timen derudaf" fremlagt, men forsangeren ville hellere have ''vi kører 80 kilometer i timen derudaf" og påstod, at han ikke kunne synge "100 kilometer i timen" uden at krølle tungen sammen. Beckerlee argumenterede for, at "80 kilometer i timen" ikke var særlig hurtigt på en landevej og kom derfor i sidste ende igennem med sin linje.
På indspilningen af sangen medvirker tenorsaxofonisten Niels Harrit med en solo efter 2. omkvæd.

## Eftermæle
"På banen (Derudaf)" regnes i dag blandt Gasolin's klassiske rockhits. Forfatteren og tegneren Peder Bundgaard giver følgende karakteristik af sangen: 
"Det handler om at køre bil, og det er der jo mange 'klassiske' rocksange, der gør. I rockens hjemland, USA, havde hver teenager rådighed over en bil. I Danmark havde man som teenager højest en rusten knallert, og danske bilsange ville være hamrende utroværdige. Det geniale ved 'Derudaf' er, at den handler om bandet selv, det er en sang om Gas on the road i deres egen varevogn. Indlysende enkelt, helt igennem troværdigt og oven i købet både poetisk og humoristisk. Sådan laver man klassisk dansk rock."
Musikanmelderen Klaus Lynggaard skriver om sin egen ungdom i relation til nummeret og Gasolin' 2:
"Det var et orkester …(-)… på vej mod et vidtfavnende og inkluderende udtryk, som det kom til udtryk i rocksange som 'På en sommerdag', 'Fi-fi-dong' og ikke mindst den energiske ode til høje oktantal 'På banen (Derudaf)', der gik rent ind hos en 16-årig knægt, der netop havde omsat opsparingen fra avisruten til en knallert af mærket Puch. Inspireret ikke mindst af filmen Easy Rider (1969) kunne det kun gå for langsomt med at få den gearet, hakket og boret og så køre (noget i retning af) hundrede kilometer i timen derudaffff! For "tiden står stille på vejen – men tænk hvis vi mødes på stregen." Ja, tænk hvis."

## Medvirkende
Følgende er en liste over de personer der var med til at indspille sangen:
- Kim Larsen - Sang, guitar
- Franz Beckerlee – Kor, guitar
- Wili Jønsson – Kor, bas, klaver
- Søren Berlev - Trommer

### Gæstemusikere
- Niels Harrit - Tenorsaxofon

### Teknikere
- Poul Bruun - Producer
- Sture Lindén - Producer
- Freddy Hansson - lydtekniker

## Eksternt link
- "På banen (Derudaf)" fra Gasolin' 2 i 1972, youtube.com
- Tekst til "På banen (Derudaf)", kjukken.dk